# Weather with You
Weather with You è una canzone del 1992 del gruppo rock australiano-neozelandese Crowded House. È un singolo dell'album Woodface.
Il brano ebbe particolarmente successo in Oceania (in Australia raggiunse il 27º posto nell'ARIA Charts e in Nuova Zelanda il 9º posto nella classifica nazionale) e nel Regno Unito, dove raggiunse il 7º posto nella Official Singles Chart.
Nel 1998 la band italiana Taglia 42 realizzò una cover di Weather with You intitolata Il tempo con te.